# Station Bettembourg
Station Bettembourg (Luxemburgs: Gare Beetebuerg) is een spoorwegstation in de plaats en gemeente Bettembourg in Luxemburg. Het ligt aan lijn 6, Luxemburg - Thionville, lijn 6a, (Bettembourg - Esch-sur-Alzette) en lijn 6b, (Bettembourg - Volmerange-les-Mines). Het wordt beheerd door de Luxemburgse vervoerder CFL.

## Treindienst
| Serie              | Treinsoort             | Route                                                           | Bijzonderheden                        |
| ------------------ | ---------------------- | --------------------------------------------------------------- | ------------------------------------- |
| RE 6500            | Regional-Express (CFL) | Luxemburg – Bettembourg – Volmerange-les-Mines                  | Rijdt alleen op werkdagen.            |
| RE 6700            | Regional-Express (CFL) | Luxemburg – Bettembourg – Esch-sur-Alzette – Rodange            | Twee treinen per dag, niet op zondag. |
| RE 6900            | Regional-Express (CFL) | Luxemburg – Bettembourg – Esch-sur-Alzette – Rodange            | Rijdt niet op zondag.                 |
| RE 88500 TER 88500 | RegionalExpress (CFL)  | Luxemburg – Bettembourg – Thionville – Metz-Ville – Nancy-Ville |                                       |
| RE 88700           | RegionalExpress (CFL)  | Luxemburg – Bettembourg – Thionville – Metz-Ville               |                                       |
| RE 88800           | RegionalExpress (CFL)  | Luxemburg – Bettembourg – Thionville                            |                                       |
| RB 6000            | Regionalbahn (CFL)     | Bettembourg – Dudelange-Usines                                  | Rijdt alleen op zondag.               |
| RB 6100            | Regionalbahn (CFL)     | Bettembourg – Volmerange-les-Mines                              | Rijdt niet op zondag.                 |
| RB 6300            | Regionalbahn (CFL)     | Luxemburg – Bettembourg – Esch-sur-Alzette                      |                                       |
| RB 6800            | Regionalbahn (CFL)     | Luxemburg – Bettembourg – Esch-sur-Alzette – Rodange            |                                       |

CFL Lijn 6 en 6a:
Luxemburg · Luxembourg-Howald · Howald · Fentange · Berchem · Bettembourg · Noertzange · Schifflange · Esch-sur-Alzette · Belval-Université · Belval-Lycée · Belval-Rédange · Belvaux-Soleuvre · Oberkorn · Differdange · Niederkorn · Pétange · Lamadeleine · Rodange 

CFL Lijn 6b: Bettembourg · Dudelange-Burange · Dudelange-Ville · Dudelange-Centre · Dudelange-Usines · Volmerange-les-Mines

CFL Lijn 6c: Noertzange · Kayl · Tétange · Rumelange · Rumelange-Ottange

CFL Lijn 6e: Esch-sur-Alzette · La Hoehl · Audun-le-Tiche
Zie ook: CFL Lijn 1 · CFL Lijn 2 · CFL Lijn 3 · CFL Lijn 4 · CFL Lijn 5 · CFL Lijn 7